# Il cavallino gobbo (film)
Il cavallino gobbo (in russo Конёк-Горбунок?, Konëk-Gorbunok) è un film d'animazione sovietico del 1975 diretto da Ivan Ivanov-Vano, ispirato all'omonima favola in versi di Pëtr Pavlovič Eršov. Si tratta del remake del mediometraggio Il cavallino gobbettino, girato dallo stesso regista nel 1947.

## Trama
Ivan è un ragazzo di buon cuore che riesce ad appropriarsi di tre cavalli, uno dei quali è piccolo e gobbo. I cattivi fratelli di Ivan rubano due dei suoi cavalli, lasciandogli solo il cavallino gobbo, ignari che sarà lui a fare la fortuna del ragazzo. Grazie all'aiuto del cavallino Ivan impedisce ai fratelli di vendere i suoi cavalli allo Zar. Quest'ultimo spedisce Ivan alla ricerca di una bella e giovane Zarina, che dopo varie peripezie, il ragazzo riuscirà a sposare al posto suo.

## Distribuzione
Il film ha debuttato nell'Unione Sovietica il 24 ottobre 1975. In Italia è stato trasmesso la mattina dell'8 dicembre 1981 da Rai 2. Successivamente è stato distribuito (spesso diviso in tre episodi) con un secondo doppiaggio e con una diversa colonna sonora alla fine degli anni 1990 nella serie Storie della mia infanzia trasmessa da Rai 3, con il titolo Ivan e il cavallino magico. Quest'ultimo doppiaggio è stato distribuito in VHS dalla Avo Film con il titolo Ivan e il pony magico.